# StandWithUs
StandWithUs ist eine pro-israelische Interessengruppe mit Sitz in Los Angeles, Kalifornien. Sie wurde 2001 von der US-amerikanischen Aktivistin Roz Rothstein gegründet, die die Organisation als Geschäftsführerin leitet.
Die Organisation versteht sich als ein internationaler und überparteilicher Bildungsträger, der Menschen jeden Alters und jeder Herkunft über Israel inspiriert und aufklärt, Fehlinformationen entgegenwirkt und Antisemitismus bekämpft.
Als „Kellerbetrieb“ gegründet und von Freiwilligen betrieben entwickelte sich StandWithUs zu einem globalen Projekt mit 18 Büros auf drei Kontinenten. Die Organisation verfügt über ein Budget von mehreren Millionen US-$ und eine wirksame Social-Media-Präsenz.
Besonders ist sie an US-amerikanischen Hochschulstandorten präsent. Sie organisiert Seminare, stellt Ressourcen für Studenten bereit und unterstützt sie programmatisch. Sie unterhält ein eigenes Netzwerk von „Stipendiaten“ und anderen Unterstützern an Hochschulen im ganzen Land, die auf dem Campus als „Augen und Ohren“ dienen. Diese Mitarbeiter sind trainiert, Kameras, Videogeräte und sogar Roboter zu benutzen, um anti-israelische Aktivitäten zu dokumentieren.